# Transformers (Zeichentrickserie)
Transformers (Originaltitel: The Transformers; heute im Rückblick auch unter dem Namen Transformers: Generation One bzw. Generation 1 bekannt) ist eine US-amerikanische Zeichentrickserie, die auf der Spielzeugserie Transformers des US-amerikanischen Herstellers Hasbro basiert und ursprünglich als Werbeträger für diese konzipiert war.
Produziert wurde die Serie von Sunbow Productions und Marvel Productions, einem Ableger des Comicverlags Marvel Comics, der auch an der Entwicklung der Hintergründe der Serie beteiligt war. Die Drehbücher für die Serie wurden in den Vereinigten Staaten geschrieben, die Animation wurde ursprünglich vom japanischen Studio Toei Animation übernommen, in späteren Staffeln dagegen verstärkt vom koreanischen Studio Akom.
In den Vereinigten Staaten wurde die Serie ursprünglich in vier Staffeln von 1984 bis 1987 im Fernsehen ausgestrahlt, in Deutschland wurde eine synchronisierte Fassung dagegen erst ab 1989 im Fernsehen gezeigt. In den Vereinigten Staaten und einigen anderen Ländern wurde die Serie auch komplett auf DVD veröffentlicht, in Deutschland dagegen sind nicht alle Folgen erhältlich.

## Entstehung
Ende der 1970er, Anfang der 1980er Jahre begannen amerikanische Spielzeughersteller, nach neuen Möglichkeiten zu suchen, um ihre Produkte zu vermarkten. Nachdem der Comicverlag Marvel Comics 1979 begonnen hatte, Comicserien zu veröffentlichen, die auf den Spielzeugserien Micronauts der Firma Mego und Rom The Space Knight der Firma Parker Brothers (heute ein Teil von Hasbro) basierten, sprangen andere Hersteller auf den Zug auf ließen darüber hinaus Zeichentrickserien produzieren, deren Hauptzweck ebenfalls darin bestand, gleichnamige Spielzeugserien zu vermarkten.
Zum damaligen Zeitpunkt gab es in den Vereinigten Staaten noch strenge Beschränkungen, was die Ausstrahlung von Fernsehsendungen betraf, deren Hauptzweck Produktwerbung war (sogenannte „program-length commercials“). Die Spielzeughersteller ließen daher ebenfalls Comics produzieren, die auf den jeweiligen Spielzeugen basierten, und erklärten die Zeichentrickserien kurzerhand zur Werbung für die Comics. Im Falle Mattels war dies etwa eine Zeichentrickserie zu Masters of the Universe (ab 1983) mit einer dazugehörigen Comicreihe von DC Comics, während Hasbro gemeinsam mit der Werbeagentur Griffin Bacal und Marvel Comics die Spielzeugserie G.I. Joe einer Generalüberholung unterzog und unter dem Titel G.I. Joe: A Real American Hero ab 1983 als Zeichentrickserie im Fernsehen ausstrahlen ließ. 1984 hob die Federal Communications Commission dann die Beschränkungen bezüglich Werbesendungen im Fernsehen auf.
1983 entdeckten Mitarbeiter Hasbros auf einer Spielzeugmesse in Japan neuartige Spielzeuge des japanischen Herstellers Takara (heute Takara Tomy), die im Rahmen der Spielzeugserien Diaclone und New Microman: Micro Change erschienen: Spielzeugroboter, die sich mit wenigen Handgriffen in Autos, Flugzeuge und andere technische Geräte verwandeln ließen. Hasbro erwarb daraufhin von Takara die Lizenz für einen Vertrieb der Spielzeuge außerhalb Japans.
Auf einen Vorschlag Griffin Bacals hin wurden die Diaclone- und Micro Change-Figuren zu einer neuen Serie mit dem Namen The Transformers zusammengelegt, die Piloten der Spielzeuge wurden entfernt und die Roboter selbst zu den Hauptfiguren erklärt und in die Gruppierungen „Autobots“ (gut) und „Decepticons“ (böse) eingeteilt. Die Marvel-Redakteure Jim Shooter, Dennis O’Neil und Bob Budiansky wiederum entwickelten eine Hintergrundgeschichte, die aus den „Transformers“ lebende Roboter vom Planeten Cybertron machte, und gaben den einzelnen Figuren Namen und Persönlichkeiten.
Während Hasbro die Spielzeuge für eine Veröffentlichung auf dem amerikanischen Markt vorbereitete, entwickelte Marvel zu Werbezwecken eine Comicserie, ferner entwickelten die zu Marvel gehörende Produktionsfirma Marvel Productions und die damals zu Griffin Bacal gehörende Firma Sunbow Productions (später von TV-Loonland aufgekauft) eine Zeichentrickserie nach dem Vorbild von G.I. Joe. Die Comic- und Zeichentrickserie waren dabei trotz einer ähnlichen Ausgangsgeschichte inhaltlich unabhängig voneinander und entwickelten sich später in unterschiedliche Richtungen. Obwohl der Schwerpunkt der Handlung auf den Robotern liegen sollte, wurden in der Serie auch einige wiederkehrende menschliche Figuren eingeführt, zu denen es keine Spielzeuge gab. Ebenso traten in der Serie einige Transformers auf, die eigens für die Zeichentrickserie erfunden wurden und nicht auf existierenden Spielzeugfiguren basierten.
Für die Zeichentrickserie (sowie die Marvel-Comicserie) wurden das Aussehen der Spielzeugroboter überarbeitet, vereinfacht und in vielen Fällen stärker an menschliche Körperproportionen angepasst. Auch erhielten viele Roboter, die als Spielzeuge oftmals über Visiere oder Gesichtsmasken verfügten, für die Zeichentrickserie menschenähnliche Gesichter. In einigen Fällen hatte dies zur Folge, dass die Zeichentrickfiguren kaum noch Ähnlichkeit mit ihren Spielzeug-Gegenstücken hatten. Auch die Farbgebung stimmte nicht immer mit den Spielzeugen überein.

## Die Serie im Überblick

### Pilotfilm
Der dreiteilige Pilotfilm, geschrieben von George Arthur Bloom, wurde erstmals vom 17. bis zum 19. September 1984 im amerikanischen Fernsehen ausgestrahlt und erhielt später nachträglich den Titel „More Than Meets The Eye“. Beinahe sämtliche Transformers-Spielzeugfiguren des Jahres 1984 treten im Pilotfilm auf. Anders als spätere Transformers-Zeichentrickserien wurde die Originalserie nicht auf einem der großen US-Networks, sondern gleich im sogenannten „Syndication“-Fernsehen ausgestrahlt. Für die Animation war das japanische Studio Toei Animation zuständig.
Die Handlung des Pilotfilms beginnt auf dem Planeten Cybertron, dessen Bewohner, lebende Roboter mit der Fähigkeit, sich in verschiedene Fahrzeuge und andere Maschinenformen zu verwandeln, einen Bürgerkrieg ausfechten. Als die Energiereserven zur Neige gehen, brechen einige Autobots unter dem Kommando von Optimus Prime mit einem Raumschiff zu einer Erkundungsmission ins All auf. Megatron und seine Decepticons nehmen jedoch die Verfolgung auf und entern das Raumschiff der Autobots. Infolge des Gefechts stürzt das Schiff schließlich auf einen nahe gelegenen Planeten, die Erde, und bohrt sich tief ins Innere eines Vulkans.
Vier Millionen Jahre später, im Jahr 1984, bricht der Vulkan aus, und Teletraan I, der Computer des Raumschiffs, erwacht wieder zum Leben. Aufgrund einer Beschädigung ist er jedoch nicht mehr in der Lage, zwischen Freund und Feind zu unterscheiden, weshalb er sowohl die Autobots als auch die Decepticons wieder repariert und mit neuen, an das Leben auf der Erde angepassten Verwandlungsformen ausstattet. Sogleich beginnen die Decepticons, die Energiequellen der Erde zu plündern. Bei dem Versuch, sie aufzuhalten, freunden sich die Autobots mit dem Menschen Sparkplug Witwicky und seinem jugendlichen Sohn Spike an. Mit der Hilfe der beiden gelingt es den Autobots schließlich, die Decepticons daran zu hindern, mit einer großen Menge an gestohlenem Energon (der bevorzugten Energieform der Transformers) nach Cybertron zurückzukehren.
Die Marvel-Comicserie und die zehn Jahre später ausgestrahlte computeranimierte Beast-Wars-Serie, die auf die Comicserie Bezug nimmt, geben dem Raumschiff den Namen Ark, zu Deutsch „Arche“, während der Vulkan als der fiktive „Mount St. Hilary“ im US-Bundesstaat Oregon identifiziert wird, in Anlehnung an den real existierenden Mount St. Helens, der mit seinem Ausbruch im Jahr 1980 die Vorlage für den fiktiven Vulkan der Transformers-Serie bildet. In der Zeichentrickserie werden weder das Raumschiff noch der Vulkan jemals beim Namen genannt, und auch der Bundesstaat, in dem sich das zum Autobot-Hauptquartier umfunktionierte Raumschiff befindet, wird nie benannt. Als Inspiration für die während der ersten beiden Staffeln der Serie anhaltenden Bemühungen der Decepticons, die Energiequellen der Erde zu plündern, dienten die Ölkrisen der Jahre 1973 und 1979.

### Erste Staffel
Noch vor Ausstrahlung des Pilotfilms wurde eine Staffel mit 13 weiteren Folgen in Auftrag gegeben (der Pilotfilm wird im Rückblick zur ersten Staffel gezählt, womit diese auf insgesamt 16 Folgen kommt). Die erste Folge wurde erstmals am 6. Oktober 1984 im amerikanischen Fernsehen ausgestrahlt, die letzte am 19. Dezember 1984. Autoren der Folgen waren Douglas Booth, Donald F. Glut, Alfred A. Pega, Leo D. Paur, Bryce Malek, Dick Robbins, Reed Robbins und Peter Salas, allerdings wurden die Namen der Autoren in der ersten Staffel noch nicht einzelnen Folgen zugeordnet, sondern nur gemeinsam auf einer Standard-Tafel im Abspann genannt. Die Animation der Folgen übernahm abermals Toei.
Inhaltlich erzählen die Folgen zumeist von neuen Plänen Megatrons, die Energiequellen der Erde zu plündern sowie die Autobots zu vernichten, was die Autobots am Ende jedoch jedes Mal vereiteln können. Einige der Folgen haben dabei speziell den Zweck, neue Figuren vorzustellen und damit die jeweiligen Spielzeuge, die im Jahr 1985 in den Vereinigten Staaten auf den Markt kamen, zu bewerben. Im Einzelnen sind dies die Dinobots, die sich in mechanische Dinosaurier verwandeln können; ferner Skyfire, der auf der Spielzeugfigur „Jetfire“ basiert, jedoch aus rechtlichen Gründen für die Zeichentrickserie überarbeitet werden musste; die Insecticons, die sich in mechanische Insekten verwandeln können; sowie die Constructicons, sechs Baufahrzeuge, die sich zu einem Super-Roboter namens Devastator zusammensetzen können.
Weitere Elemente, die bereits zu Beginn der ersten Staffel eingeführt werden, sind die Weltraumbrücke, eine Art Dimensionsportal, das eine schnelle Verbindung zwischen der Erde und Cybertron ermöglicht, sowie ein weiterer menschlicher Verbündeter der Autobots, der hochintelligente Chip Chase, der auf einen Rollstuhl angewiesen ist. Spike Witwicky verbindet in den ersten beiden Staffeln zudem eine enge Freundschaft mit dem jungen Autobot Bumblebee.

### Zweite Staffel
Die zweite Staffel wurde erstmals vom 23. September 1985 bis zum 9. Januar 1986 ausgestrahlt und umfasste insgesamt 49 Folgen. Die Drehbücher der einzelnen Folgen stammten diesmal unter anderem von Donald F. Glut, Larry Parr, Douglas Booth, David Wise, Earl Kress, Dick Robbins und Bryce Malek. 39 der Folgen wurden erneut von Toei animiert, die übrigen zehn Folgen stammten vom koreanischen Studio Akom und einem philippinischen Studio. Der Gründer und Eigentümer von Akom, Nelson Shin, war zugleich einer der Produzenten der Transformers-Zeichentrickserie.
Inhaltlich erzählen viele Folgen der Staffel erneut von verschiedenen Plänen Megatrons, jedoch spielen in der zweiten Staffel auch einige Folgen im Weltall und auf anderen Planeten, auf denen die Transformers auf andere Außerirdische treffen. Viele der Spielzeugfiguren, die Hasbro im Jahr 1985 neu auf den Markt brachte, treten ohne jede Erklärung in der Zeichentrickserie auf, während einige andere eine spezielle Folge zur Einführung erhalten. Der Autobot Omega Supreme erhält sogar eine Herkunftsgrundgeschichte. Auch sonst werden in einigen Folgen einzelne Figuren, zumeist Autobots, in den Mittelpunkt gerückt.
In späteren Folgen der Staffel werden dann die ersten Spielzeugfiguren des Jahres 1986 vorgestellt, darunter die neuen Teams der Aerialbots, Stunticons, Protectobots und Combaticons, die sich ähnlich wie die Constructicons jeweils zu einem Super-Roboter zusammenschließen können. Die Folge „War Dawn“ präsentiert darüber hinaus eine Herkunftsgeschichte für Optimus Prime, der vormals unter dem Namen „Orion Pax“ bekannt war.
Neben Transformers, die auf existierenden Spielzeugfiguren basieren, treten in der zweiten Staffel auch einige Transformers auf, die speziell für die Zeichentrickserie erfunden wurden. Dazu gehört ein Autobot-Kopfgeldjäger namens Devcon, ferner der weise alte Autobot Alpha Trion sowie die „weiblichen“ Autobots Chromia, Moonracer, Firestar und Elita One, letztere als Freundin Optimus Prime vorgestellt. Auch Spike erhält in der zweiten Staffel eine Freundin namens Carly, die ähnlich wie Chip Chase über technische Kenntnisse verfügt.
Für die zweite Staffel wurden auch fünf sogenannte „Public Service Announcements“ produziert, kurze Einspieler mit Alltagslektionen, wie sie auch in anderen Serien der damaligen Zeit wie Masters of the Universe, G.I. Joe, M.A.S.K. oder Inspector Gadget zum Einsatz kamen, üblicherweise am Ende der jeweiligen Folge. Im Falle der Transformers-Serie wurden die Einspieler jedoch letztendlich nie für die Fernsehausstrahlung verwendet, sondern wurden erst Jahre später auf diversen DVD-Veröffentlichungen als Bonusmaterial der Öffentlichkeit zugänglich gemacht.

### Kinofilm
Noch während der Produktion der ersten Staffel plante Hasbro bereits einen Zeichentrickfilm zu den Transformers. Dieser sollte das Ziel verfolgen, die alten (Spielzeug-)Figuren aus dem Weg zu schaffen und neue (Spielzeug-)Figuren einzuführen. Das Drehbuch stammte von Ron Friedman, die Animation abermals von Toei, Regie führte Nelson Shin.
Der Film wurde am 8. August 1986 unter dem Originaltitel The Transformers: The Movie in amerikanischen Kinos uraufgeführt, doch trotz der Verpflichtung namhafter Sprecher wie Orson Welles, Eric Idle oder Leonard Nimoy entwickelte sich der Film zu einem gewaltigen kommerziellen Flop und spielte am Ende weniger als 6 Millionen US-Dollar ein.
Inhaltlich spielt der Film im Jahr 2005, 19 Jahre nach Ende der zweiten Staffel der Zeichentrickserie. Die Decepticons haben Cybertron erobert, während die Autobots auf der Erde eine Stadt, Autobot City, errichtet haben und die Rückeroberung ihrer Heimatwelt planen. Im Verlauf des Films kommt Optimus Prime ums Leben, Megatron wird vom Weltenverschlinger Unicron in Galvatron verwandelt, und ein junger Autobot namens Hot Rod wird von der „Matrix der Führerschaft“, einem mächtigen Artefakt der Autobots, in den neuen Autobot-Anführer Rodimus Prime verwandelt. Auch sonst kommen viele Transformers, insbesondere solche, deren Spielzeugfiguren seit 1984 auf dem Markt waren, ums Leben, während neu eingeführte Figuren in den Mittelpunkt der Handlung rücken. Spike Witwicky, einer der menschlichen Verbündeten der Autobots aus den ersten beiden Staffeln, tritt im Film als Erwachsener auf, neu hinzu kommt zudem sein Sohn Daniel.

### Dritte Staffel
Die dritte Staffel wurde ab dem 1. September 1986 ausgestrahlt, umfasste insgesamt 30 Folgen und begann mit dem von Flint Dille geschriebenen Fünfteiler „Die fünf Gesichter der Finsternis“, der die Handlung des Films fortsetzt. Im Jahr 2005 ist Rodimus Prime nun Anführer der Autobots, die Cybertron infolge der Ereignisse des Kinofilms unter ihre Kontrolle gebracht haben, während Galvatron die Decepticons anführt, die auf dem unbewohnten Planeten Chaar eine neue Basis errichtet haben. Die im Kinofilm eingeführten Quintessons werden in einer Rückblende als die Schöpfer der Transformers enthüllt, deren Schöpfungen einst gegen ihre Herren rebellierten. Im weiteren Verlauf der Staffel, die häufiger noch als die zweite Staffel statt auf der Erde im Weltall und auf anderen Planeten spielt, werden abermals viele neue (Spielzeug-)Figuren eingeführt. Der neue Autobot-Anführer Rodimus Prime wird im Gegensatz zu seinem Vorgänger Optimus Prime oft als unsicher und von seiner neuen Verantwortung überfordert dargestellt, während Galvatron im Gegensatz zur Darstellung im Kinofilm infolge eines unfreiwilligen Plasmabades nunmehr wahnsinnig ist. Neben dem erwachsenen Spike Witwicky, seiner Frau Carly (die schon in der zweiten Staffel als Spikes Freundin zu sehen war) und ihrem gemeinsamen Sohn Daniel ist eine weitere wiederkehrende menschliche Nebenfigur der dritten Staffel Marissa Faireborn, die für das Earth Defense Command arbeitet. Bei ihrem Vater, der in der Folge „Der Sog des schwarzen Loches“ kurz zu sehen ist, handelt es sich um eine gealterte Version von Flint aus der Zeichentrickserie G.I. Joe, während die nie gezeigte Mutter Flints frühere Teamkollegin Lady Jaye sein soll. In zwei Folgen tritt zudem ein gewisser „Abdul Fakkadi“ auf, der an Muammar al-Gaddafi angelehnt und Herrscher des fiktiven arabischen Landes „Carbombya“ (eng. „car bomb“ = Autobombe) ist und mehrfach mit den Decepticons zusammenarbeitet. Dies führte dazu, dass der libanesisch-drusisch-stämmige Casey Kasem, der während der beiden ersten Staffeln unter anderem der Sprecher der Autobots Bluestreak und Cliffjumper sowie des Autobot-Computers Teletraan I war, aufgrund der von ihm als einseitig klischeehaft negativ empfundenen Darstellung von Arabern aus der Serie ausstieg. Bereits im Verlauf des Fünfteilers „Die fünf Gesichter der Finsternis“ wird der Vulkan inklusive des früheren Autobot-Raumschiff-Hauptquartiers samt Teletraan I vom riesenhaften Decepticon Trypticon zerstört, und die Autobots nutzen fortan den Computer Teletraan II (gesprochen von Frank Welker), der sich in Autobot City befindet.
Im Gegensatz zu den ersten beiden Staffeln, die über eine größere Anzahl wiederkehrender Autoren verfügten, stammten die Drehbücher der dritten Staffel häufig von neu hinzugekommenen Autoren, die jeweils oft nur wenige Folgen schrieben, darunter Michael Charles Hill, Paul Davids, Michael Reaves, Gerry Conway, Len Wein, Diane Duane und Paul Dini. Toei war diesmal nur für die Animation von 13 Folgen zuständig, die übrigen Folgen stammten vom koreanischen Studio Akom, das Nelson Shin gehört, einem der Produzenten der Serie, mit Ausnahme der Folge „Das geheimnisvolle Orakel“, die vom Studio Tokyo Movie Shinsha animiert wurde.
Der im Kinofilm ums Leben gekommene Optimus Prime durfte in der Folge „Das Erwachen im Dunkeln“ noch einmal als „Zombie“ zurückkehren, nur um am Ende, soeben wieder zur Besinnung gekommen, abermals sein Leben zu opfern. Dies reichte den jungen Fans der Serie jedoch nicht, die Hasbro bereits seit dem Film mit Briefen und Telefonanrufen bombardierten und eine Rückkehr Optimus Primes forderten. So endete die dritte Staffel schließlich mit dem Zweiteiler „Die Rückkehr von Optimus Prime“, geschrieben von Marv Wolfman, Cherie Wilkerson und Michael Charles Hill (Teil 2), der erstmals am 24. und 25. Februar 1987 ausgestrahlt wurde und das Ende von „Dark Awakening“ abändert, so dass Optimus Prime abermals ins Leben zurückkehren und Rodimus Prime wieder als Anführer der Autobots ablösen kann. Bei späteren Fernsehausstrahlungen wurde „Dark Awakening“ von der Mitte der Staffel ans Ende verschoben und mit einem zusätzlichen Voice-over am Ende versehen, der auf die Fortsetzung in der nächsten Folge hinweisen sollte.

### Vierte Staffel
Während der Vorbereitung der vierten Staffel beschloss Hasbro, die Zeichentrickserie nicht länger zu finanzieren. Die genauen Gründe hierfür sind bislang nicht bekannt. So kam es, dass die vierte Staffel nur noch drei Folgen umfasste, die dafür beinahe sämtliche neuen Spielzeugfiguren des Jahres 1987 einführten.
Der Dreiteiler „Die Wiedergeburt“, geschrieben von David Wise und animiert von Akom, wurde erstmals vom 9. bis zum 11. November 1987 ausgestrahlt. Die Autobots und Decepticons, viele davon neu eingeführte Figuren, verschlägt es darin auf den Planeten Nebulos, wo sich die Decepticons mit den tyrannischen Hive verbünden, während die Autobots ein Bündnis mit den Gegnern der Hive eingehen. Auf beiden Seiten schließen sich die menschenähnlichen Nebulans mit den Transformers zusammen und bilden sogenannte „Headmasters“ und „Targetmasters“, wobei die Nebulans als Köpfe bzw. Waffen für die Transformers dienen. Am Ende kommt es zum Kampf zwischen dem riesenhaften Autobot-Headmaster Fortress Maximus (kommandiert von Spike Witwicky) und seinem Decepticon-Gegenstück Scorponok, der mit einem erneuten Sieg der Autobots sowie einem neuen „goldenen Zeitalter“ für den Planeten Cybertron endet. Optimus Prime und Galvatron treten zwar weiterhin auf, stehen jedoch die meiste Zeit nicht im Mittelpunkt der Handlung.

### „Fünfte“ Staffel
Nach Ende der vierten Staffel wurden zwar keine neuen Folgen mehr produziert, dennoch wurde die Serie weiterhin wiederholt. Offiziell gab es noch eine „fünfte“ Staffel, die von 1988 bis 1989 ausgestrahlt wurde und neben einer Wiederholung des Pilotfilms und einiger Folgen der dritten und vierten Staffel auch aus dem in fünf „Folgen“ aufgeteilten Kinofilm The Transformers: The Movie bestand. Im Gegensatz zu früheren Ausstrahlungen wurden die Folgen der „fünften“ Staffel mit einem neuen Vorspann versehen, in dem sich eine Marionetten-Version der „Powermaster“-Spielzeugfigur von Optimus Prime mit einem menschlichen Jungen namens Tommy Kennedy (gespielt von Jason Jansen) unterhält und die jeweilige Folge einleitet.

## Veröffentlichung in anderen Ländern

### Japan
Obwohl die ursprünglichen Spielzeugfiguren aus Japan stammten und die Animation zu Beginn vom japanischen Studio Toei stammte, hatte der japanische Spielzeughersteller Takara mit der Produktion der Serie zunächst nichts zu tun.
Angesichts des Erfolges der Transformers-Spielzeuge in den Vereinigten Staaten beschloss Takara jedoch noch 1984, Diaclone und Micro Change einzustellen. Ab 1985 erschienen die Spielzeuge dann auch in Japan unter dem Namen Transformers. Die Zeichentrickserie wurde ins Japanische synchronisiert, und die ersten beiden Staffeln wurden erstmals vom 1. Juli 1985 bis zum 7. November 1986 unter dem Titel Tatakae! Cho Robot Seimeitei Transformer (Fight! Super Robot Lifeform Transformers) im japanischen Fernsehen ausgestrahlt. Dabei wich die japanische Ausstrahlung häufig von der Ausstrahlungsreihenfolge der US-Folgen ab, zudem wurden einige zusätzliche Zusammenfassungs-Folgen aus existierenden Folgen zusammengeschnitten, während zwei Originalfolgen ausgelassen wurden und erst später auf Video erschienen.
Der Kinofilm wurde in Japan ursprünglich nicht gezeigt und erschien erst 1989 auf Video und Laserdisc. Dafür erschien exklusiv in Japan im April 1986 eine Original Video Animation mit dem Titel Scramble City Hatsudō Hen (Scramble City: Mobilization), in der insbesondere die „Combiner“-Teams im Mittelpunkt stehen.
Die dritte Staffel der Serie wiederum wurde in Japan vom 14. November 1986 bis zum 26. Juni 1987 unter dem Titel Tatakae! Cho Robot Seimeitei Transformer 2010 ausgestrahlt, wobei die Synchronisation die Handlung (die in der Originalfassung im Jahr 2005 spielt) ins Jahr 2010 verlegte.
Die vierte US-Staffel lief in Japan nie im Fernsehen, dennoch wurde der Dreiteiler „The Rebirth“ ins Japanische synchronisiert und auf Laserdisc sowie später auf DVD veröffentlicht. Stattdessen ließ Takara ab 1987 eigene Transformers-Zeichentrickserien mit den Titeln Transformers: The Headmasters, Transformers: Chojin Masterforce (Super God Masterforce) und Transformers: Victory produzieren, die erneut von Toei animiert wurden.

### Deutschland
In Deutschland war die Serie 1985 für Haushalte mit Kabelfernsehen in der englischsprachigen Originalfassung, die auf dem damals in den Niederlanden basierten Sky Channel ausgestrahlt wurde, zu empfangen, bis selbiger im Kabelnetz durch Eurosport ersetzt wurde.
Eine synchronisierte deutschsprachige Fassung der Serie wurde dagegen erst ab dem 7. April 1989 auf RTL plus ausgestrahlt. RTL hielt sich dabei allerdings nicht an die Originalreihenfolge, sondern begann mit der Folge „Der Alptraumplanet“ aus der dritten US-Staffel, gefolgt vom Finale der dritten Staffel, dem Zweiteiler „Die Rückkehr von Optimus Prime“, sowie dem Dreiteiler „Die Wiedergeburt“, der in den Vereinigten Staaten die vierte Staffel darstellte. Danach strahlte RTL insgesamt zwei Folgen aus der ersten, vier aus der zweiten US-Staffel und noch eine weitere Folge aus der dritten US-Staffel aus.
Von Oktober 1989 bis Januar 1990 folgte ein zweiter Block mit 13 weiteren Folgen, die diesmal alle aus der dritten US-Staffel stammten. Von Juni bis November 1990 wurden noch einmal zehn Folgen aus der dritten US-Staffel ausgestrahlt, angefangen mit dem Fünfteiler „Die fünf Gesichter der Finsternis“, der in den Vereinigten Staaten den Auftakt der dritten Staffel darstellte. Die übrigen drei Folgen der dritten US-Staffel wurden schließlich im Februar 1992 ausgestrahlt, die letzte neue Folge lief am 29. Februar 1992.
Insgesamt wurden so 39 der 98 US-Episoden ausgestrahlt, davon nur sechs aus den ersten beiden US-Staffeln, dafür die dritte und vierte US-Staffel vollständig. Der Pilotfilm der Serie wurde nicht gezeigt.
Der Kinofilm The Transformers: The Movie lief in Deutschland nie im Kino, sondern wurde erst 1994 im Rahmen der Serie Transformers: Generation 2 auf RTL ausgestrahlt.
In Zuge des Transformers: 40th Anniversary Event wurden drei Folgen der Serie am 15., 18. und 19. Mai 2024 in ausgewählten deutschen Kinos auf der großen Leinwand gezeigt. Zusätzlich wurde ebenfalls ein "Table-Read" der aller ersten Episode der Serie mit den englischen Synchronsprecher gezeigt.

## Synchronisation
Für die deutsche Synchronisation war die Polyband GmbH aus München zuständig. Das Dialogbuch der Serie wurde von Oliver Grimm und Dirk Salomon geschrieben, während Theo Partisch die Synchronregie übernahm.
| Rolle                       | US Synchronsprecher | DE Synchronsprecher  | Auftritt |
| Autobots                    | Autobots            | Autobots             | Autobots |
| --------------------------- | ------------------- | -------------------- | --- |
| Optimus Prime               | Peter Cullen        | Willi Röbke          | Staffel 1 bis 4 |
| Optimus Prime               | Peter Cullen        | Hans-Rainer Müller   | "Erwachen im Dunkeln" |
| Rodimus Prime               | Dick Gautier        | Thomas Rau           | Staffel 3 |
| Blaster                     | Buster Jones        | Werner Abrolat       | "Gefährliche Hypnosekraft" |
| Blaster                     | Buster Jones        | Holger Schwiers      | "Die fünf Gesichter der Finsternis, Teil 1 bis 5", "Grimlocks neues Gehirn" |
| Blaster                     | Buster Jones        | Peter Musäus         | "Die Ewigkeit dauert lange" |
| Blaster                     | Buster Jones        | Thomas Rau           | "Die Geburtstagsparty", "Der rote Zauberer", "Der Geist im Roboter", "Das Gemetzel in Cis-Mol", "Das Geheimnis der Quintessons" |
| Blaster                     | Buster Jones        | Hans-Rainer Müller   | "Das Hyperraumprogramm" |
| Blurr                       | John Moschitta      | Bernd Simon          | Staffel 3 & 4 |
| Bumblebee                   | Dan Gilvezan        | Hans-Rainer Müller   | Staffel 1 bis 3 |
| Goldbug                     | Dan Gilvezan        | Franz Rudnick        | Staffel 3 & 4 |
| Grimlock                    | Gregg Berger        | Gernot Duda          | Staffel 3 |
| Hoist                       | Michael Chain       | Imo Heite            | "Hoist geht zum Film" |
| Hot Rod                     | Dick Gautier        | Franz Rudnick        | "Die Rückkehr von Optimus Prime, Teil 2" & "Die Wiedergeburt, Teil 1" |
| Hot Rod                     | Dick Gautier        | Peter Musäus         | "Die Wiedergeburt, Teil 2 & 3" |
| Jazz                        | Scatman Crothers    | Reinhard Brock       | Staffel 1 & 2 |
| Kup                         | John Stephenson     | Ulrich Bernsdorff    | "Die fünf Gesichter der Finsternis, Teil 1 bis 5", "Der Moloch der Tiefe", "Grimlocks neues Gehirn", "Die Rückkehr von Optimus Prime, Teil 1 & 2" & "Die Wiedergeburt, Teil 1"                                                                             |
| Kup                         | John Stephenson     | Walter von Hauff     | "Erwachen im Dunkeln", "Die Ewigkeit dauert lange", "Der Geist von Starscream" & "Der Geist im Roboter" |
| Kup                         | John Stephenson     | Holger Schwiers      | "Das Hyperraumprogramm" |
| Kup                         | John Stephenson     | Imo Heite            | "Wenn du nicht kämpfst wirst du sterben" |
| Perceptor                   | Paul Eiding         | Reinhard Brock       | Staffel 3 |
| Powerglide                  | Paul Eiding         | Peter Musäus         | "Das Mädchen, das sich in Powerglide verliebte" |
| Powerglide                  | Paul Eiding         | Bernd Simon          | "Hoist geht zum Film" |
| Powerglide                  | Paul Eiding         | Reinhard Brock       | "Die fünf Gesichter der Finsternis, Teil 5" |
| Powerglide                  | Paul Eiding         | Hans-Rainer Müller   | "Der Geist im Roboter" |
| Prowl                       | Michael Bell        | Hans-Rainer Müller   | "Die Weltraumbrücke" |
| Prowl                       | Michael Bell        | Ulrich Bernsdorf     | "Die geheime Anti-Materie Formel" |
| Sandstorm                   | Jerry Houser        | Bernd Simon          | "Wenn du nicht kämpfst wirst du sterben" |
| Sandstorm                   | Jerry Houser        | Imo Heite            | "Der Geist von Starscream" |
| Teletraan I                 | Casey Kasem         | Bernd Simon          | "Die Weltraumbrücke" |
| Teletraan I                 | Casey Kasem         | Peter Musäus         | "Die geheime Anti-Materie Formel" |
| Teletraan I                 | Casey Kasem         | Imo Heite            | "Gefährliche Hypnosekraft" |
| Teletraan I                 | Casey Kasem         | Wolfgang Mascher     | "Das Mädchen, das sich in Powerglide verliebte" |
| Teletraan II                | Frank Welker        | Gerhard Acktun       | "Wie ein Dieb in der Nacht" |
| Teletraan II                | Frank Welker        | Reinhard Brock       | "Grimlocks neues Gehirn" |
| Ultra Magnus                | Jack Angel          | Holger Schwiers      | "Die fünf Gesichter der Finsternis, Teil 1 – 5", "Der Sog des schwarzen Loches", "Der Moloch der Tiefe", "Nur ein mensch", "Grimlocks neues Gehirn", "Das geheimnisvolle Orakel", "Nijika, die Himmelstänzerin", "Die Last der Verantwortung"              |
| Ultra Magnus                | Jack Angel          | Fritz von Hardenberg | "Erwachen im Dunkeln", "Die Geburtstagsparty", "Der Geist im Roboter", "Galvatron dreht durch", "Das Gemetzel in Cis-Moll", "Das Geheimnis der Quintessons", "Das Transformationsmodul", "Das Hyperraumprogramm", "Wenn du nicht kämpfst wirst du sterben" |
| Ultra Magnus                | Jack Angel          | Peter Musäus         | "Der Alptraumplanet" |
| Ultra Magnus                | Jack Angel          | Wolfgang Mascher     | "Die Rückkehr von Optimus Prime, Teil 1 & 2" & "Die Wiedergeburt, Teil 1" |
| Ultra Magnus                | Jack Angel          | Peter Musäus         | "Die Wiedergeburt, Teil 2 & 3" |
| Wheeljack                   | Chris Latta         | Ulrich Bernsdorf     | "Die geheime Anti-Materie Formel" |
| Wheeljack                   | Chris Latta         | Hans-Rainer Müller   | Staffel 2 |
| Decepticons                 |                     |                      | |
| Megatron                    | Frank Welker        | Gernot Duda          | Staffel 1 & 2 |
| Galvatron                   | Frank Welker        | Gerd Wiedenhofen     | Staffel 3 & 4 |
| Astrotrain                  | Jack Angel          | Gerd Wiedenhofen     | "Hoist geht zum Film" |
| Astrotrain                  | Jack Angel          | Christoph Lindert    | "Tödliche Kristalle" |
| Astrotrain                  | Jack Angel          | Gernot Duda          | "Das Hyperraumprogramm" |
| Astrotrain                  | Jack Angel          | Holger Schwiers      | "Die Last der Verantwortung" |
| Cyclonus                    | Roger C. Carmel     | Hans-Rainer Müller   | Staffel 3, "Die Wiedergeburt, Teil 2 & 3" |
| Cyclonus                    | Roger C. Carmel     | Imo Heite            | "Der Sog des schwarzen Loches" |
| Cyclonus                    | Roger C. Carmel     | Franz Rudnick        | "Die Wiedergeburt, Teil 1" |
| Octane                      | Beau Weaver         | Thomas Rau           | "Die fünf Gesichter der Finsternis, Teil 4" |
| Octane                      | Beau Weaver         | Holger Schwiers      | "Der Geist von Starscream" & "Wie ein Dieb in der Nacht" |
| Rumble                      | Frank Welker        | Ulrich Bernsdorf     | "Die geheime Anti-Materie Formel" |
| Rumble                      | Frank Welker        | Bernd Simon          | "Das Mädchen, das sich in Powerglide verliebte", "Hoist geht zum Film" |
| Scourge                     | Stan Jones          | Holger Schwiers      | "Die fünf Gesichter der Finsternis, Teil 1 bis 5", "Das Hyperraumprogramm", "Wenn du nicht kämpfst wirst du sterben", "Der Moloch der Tiefe", "Grimlocks neues Gehirn", "Die Last der Verantwortung"                                                       |
| Scourge                     | Stan Jones          | Thomas Rau           | "Erwachen im Dunkeln", "Die Geburtstagsparty", "Die Wiedergeburt, Teil 1 – 3" |
| Scourge                     | Stan Jones          | Gernot Duda          | "Der Geist von Starscream", "Der Geist im Roboter" |
| Scourge                     | Stan Jones          | Reinhard Brock       | "Das Geheimnis der Quintessons" |
| Soundwave                   | Frank Welker        | Michael Rüth         | Staffel 1 & 2 |
| Soundwave                   | Frank Welker        | Gerhard Acktun       | "Galvatron dreht durch" |
| Soundwave                   | Frank Welker        | Bernd Simon          | " Das Gemetzel in Cis-Moll", "Die Rückkehr von Optimus Prime, Teil 1" |
| Starscream                  | Chris Latta         | Bernd Simon          | Staffel 1 bis 3 |
| Trypticon                   | Brad Garrett        | Christoph Lindert    | "Die fünf Gesichter der Finsternis, Teil 4 & 5" |
| Trypticon                   | Brad Garrett        | Gernot Duda          | "Wie ein Dieb in der Nacht", "Das Transformationsmodul" |
| Menschen und Außerirdische  |                     |                      | |
| Chip Chase                  | Michael Horton      | Clemens Kleiber      | "Die geheime Anti-Materie Formel" & "Wer ist der schnellste Autobot?" |
| Daniel Witwicky             | David Mendenhall    | Inez Günther         | "Erwachen im Dunkeln", "Die Geburtstagsparty" & "Der rote Zauberer" |
| Old Snake (Cobra Commander) | Chris Latta         | Bernd Simon          | "Nur ein Mensch" |
| Lord Zarak                  | Stan Jones          | Walter Reichelt      | "Die Wiedergeburt, Teil 1 bis 3" |
| Sparkplug Witwicky          | Chris Latta         | Gert Wiedenhofen     | "Die Weltraumbrücke", "Das Mädchen, das sich in Powergliede verliebte" |
| Spike Witwicky              | Corey Burton        | Wolfgang Mascher     | Staffel 1 bis 4 |
| Spike Witwicky              | Corey Burton        | Gerhard Acktun       | "Die fünf Gesichter der Finsternis, Teil 1 bis 5", "Das Geheimnis der Quintesson" & "Das Transformationsmodul" |

## Neuauflage (Generation 2)
Nachdem Hasbro die Transformers-Spielzeugserie in den Vereinigten Staaten 1990 eingestellt hatte (in Europa, darunter auch in Deutschland, wurde diese dagegen mit neuen Figuren fortgesetzt), versuchte man es ab 1993 mit einer Neuauflage unter dem Titel Transformers: Generation 2. Bei der gleichnamigen Zeichentrickserie handelte es sich um Folgen der Originalserie, die mit Computereffekten und neuen Soundeffekten leicht überarbeitet wurden. Die Reihenfolge der Episoden unterschied sich dabei von der Reihenfolge der Originalserie. Insgesamt wurden von 1993 bis 1994 52 überarbeitete Folgen in zwei Staffeln ausgestrahlt.
Auch in Deutschland wurde die Generation 2-Serie auf RTL ausgestrahlt. Anders als in den Vereinigten Staaten wurde hier zum Auftakt zunächst der Kinofilm The Transformers: The Movie gezeigt, der bis dahin nie in Deutschland zu sehen war und in synchronisierter Fassung erstmals am 24. April 1994 unter dem Titel Transformers – Der Kampf um Cybertron ausgestrahlt wurde. Anders als im Falle der Originalserie hielt sich RTL bei der Ausstrahlung der Folgen diesmal an die US-Reihenfolge, allerdings wurden vom 30. April bis zum 22. Oktober 1994 nur 26 Folgen gezeigt. Einige der Folgen waren bei der Ausstrahlung der Originalserie auf RTL ausgelassen worden, andere dagegen waren bereits zuvor zu sehen gewesen. Da sich die Synchronisation der Generation 2-Serie, wie auch die des Kinofilms, jedoch von der Synchronisation der Originalserie unterschied, liegen auf diese Weise einige Folgen in zwei verschiedenen Synchronfassungen vor. Auch erhielten diese Folgen andere deutsche Titel als bei der ursprünglichen Ausstrahlung.

## Veröffentlichung auf Video und DVD

### Rechte
Im Jahr 2000 übernahm die deutsche TV-Loonland AG durch den Aufkauf von Sony Wonder die weltweiten Rechte an sämtlichen Sunbow-Produktionen, darunter auch der Transformers-Serie. Erst 2008 gelang es Hasbro, für insgesamt 7 Millionen US-Dollar die alleinigen Rechte an Serien wie Transformers und G.I. Joe zu erwerben.

### In den Vereinigten Staaten und Großbritannien
In den Vereinigten Staaten wurden ab 1984 einige Folgen der Serie von Family Home Entertainment auf VHS und Betamax veröffentlicht. Auf zwölf nummerierten Videokassetten waren sämtliche 16 Folgen der ersten Staffel inklusive des Pilotfilms sowie zwei Folgen aus der zweiten Staffel enthalten, ferner erschienen der Kinofilm, der Eröffnungsfünfteiler der dritten Staffel, „Five Faces of Darkness“, sowie das zweiteilige Finale der dritten Staffel, „The Return of Optimus Prime“.
Während der Kinofilm im Laufe der Jahre mehrmals neu aufgelegt wurde (so etwa 1987 in Großbritannien vom Label Video Gems, 1991 in den Vereinigten Staaten von Avid Home Entertainment, 1999 erneut in den Vereinigten Staaten von Kid Rhino, 2000 gefolgt von einer DVD-Veröffentlichung, und 2001 in Großbritannien von Maverick Entertainment sowohl auf VHS als auch auf DVD), waren die Serienfolgen lange Zeit nicht käuflich erhältlich.
Nachdem Pioneer LDC die Serie 2001 in Japan in drei Sammelboxen auf DVD veröffentlicht hatte, zog Kid Rhino in den Vereinigten Staaten nach und veröffentlichte die Serie ab 2003 in fünf Sammelboxen ebenfalls auf DVD. Die Rhino-Version basierte dabei allerdings auf unfertigen Masterbändern, weshalb die Folgen Animationsfehler enthalten, die seinerzeit für die Fernsehausstrahlung behoben wurden. Außerdem verfügen die Rhino-Episoden über zusätzliche Soundeffekte, die bis dahin in keiner anderen Fassung zu hören waren.
In Großbritannien veröffentlichte Maverick von 2001 bis 2002 die erste Staffel auf drei Einzel-DVDs sowie als Sammelbox, ferner erschienen der Fünfteiler „Five Faces of Darkness“ und der Dreiteiler „The Rebirth“ auf DVD. Von 2003 bis 2004 veröffentlichte das Label Metrodome dann die komplette Serie auf DVD, sowohl in vier Einzelboxen als auch als Komplettset. Sowohl die Video- als auch die Audiospur basierten dabei auf der Rhino-Fassung. Der Kinofilm wurde von Metrodome bislang zweimal neu aufgelegt, 2005 unter dem Titel Transformers: The Movie – Reconstructed und 2007 als Transformers: The Movie: Ultimate Edition, in letzterem Fall erstmals auch auf Blu-ray Disc. 2009 begann Metrodome mit einer Neuauflage der Serie.
In den Vereinigten Staaten legte Sony BMG den Kinofilm 2006 zum 20. Jubiläum als The Transformers: The Movie 20th Anniversary Special Edition DVD erneut auf. Eine Veröffentlichung der Serie war ebenfalls geplant, scheiterte jedoch letztendlich an der Auflösung des Sony BMG-Labels.
2008 erschien in den Vereinigten Staaten anlässlich des 25. Jubiläums der Transformers eine Neuauflage der Original-Spielzeugfigur von Optimus Prime, der eine Neuauflage des ersten Heftes der Marvel-Comicserie sowie eine DVD mit einer Neuauflage des Pilotfilms der Zeichentrickserie beilag. 2009 erschien eine Neuauflage der Serie durch das Label Shout! Factory, sowohl als Einzelboxen als auch als Komplettbox. Die Videospur wurde korrigiert, um die zusätzlichen Fehler der Rhino-Fassung zu beheben, und auch die Audiospur kam wieder ohne die zusätzlichen Soundeffekte der Rhino-Fassung aus.

### In Deutschland
In Deutschland wurden die ersten sechs von RTL ausgestrahlten Episoden 1989 von Polyband selbst auf VHS veröffentlicht.
2004 veröffentlichte das Label Flex Media einige Folgen auf DVD, zum einen eine Box mit zwei DVDs mit insgesamt sechs Folgen, zum anderen eine Box mit drei DVDs mit insgesamt 11 Folgen. Die Reihenfolge der Episoden folgte dabei weder der Reihenfolge der US-Serie noch auf der Ausstrahlungsfolge auf RTL, darüber hinaus basierten die Folgen auf den Original-Masterbändern des Synchronstudios Polyband und verfügten über keine englischsprachige Tonspur. Insgesamt wurden so nur 17 der 39 von RTL ausgestrahlten Folgen auf DVD veröffentlicht. 2007 legte Flex Media die Boxen neu auf.
Der Kinofilm wurde 2004 von Best Entertainment/Carol Media unter dem schlichten Titel Transformers auf DVD veröffentlicht und 2006 unter dem Label „Great Movies“ neu aufgelegt. Für die DVD-Fassung wurde der Film komplett neu synchronisiert, da die RTL-Synchronfassung aus dem Jahr 1994 nicht auffindbar war. Anders als im Falle der Serienboxen gab es hier auch eine englische Tonspur.